# Dawrondschon Ergaschew
Dawrondschon Ergaschew (tadschikisch Давронҷон Эргашев, englisch Davronzhon Ergashev; * 19. März 1988) ist ein tadschikischer Fußballspieler.

## Karriere

### Verein
Dawrondschon Ergaschew begann seine Karriere 2009 in seinem Heimatland bei Regar TadAZ. 2011 wechselte er zum FC Istiklol. Nach zwei Spielzeiten ging der Verteidiger zu Schetissu Taldyqorghan nach Kasachstan. 2014 wurde er vom FK Qəbələ aus Aserbaidschan verpflichtet. 2014 kehrte er nach Taldyqorghan zurück. 2016 begann er wieder beim FC Istiklol und ging im Sommer zum FK Taras erneut nach Kasachstan.

### Nationalmannschaft
Ergaschew wird seit 2008 in die Tadschikische Fußballnationalmannschaft berufen.